# Camós
Camós település Spanyolországban, Girona tartományban. Camós Porqueres, Cornellà del Terri, Palol de Revardit és Canet d’Adri községekkel határos. Lakosainak száma 711 fő (2024).

## Népesség
A település népessége az elmúlt években az alábbi módon változott:
| Lakosok száma | 246  | 672  | 620  | 539  | 619  | 659  | 692  | 686  | 693  | 711  |
|               | 1717 | 1887 | 1936 | 1960 | 1986 | 2004 | 2009 | 2014 | 2019 | 2024 |